# Tai Po District

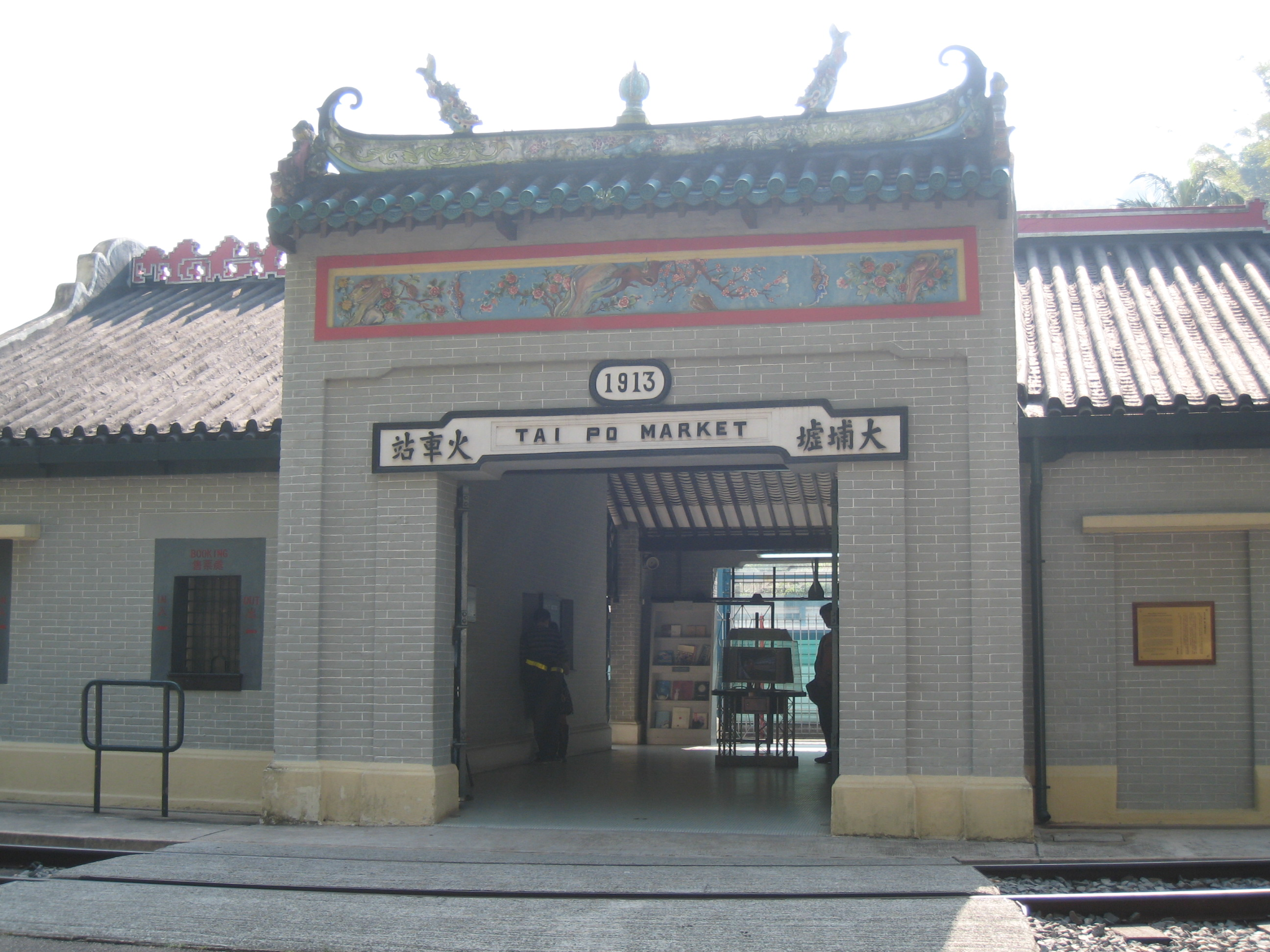
Voormalig treinstation van Tai Po Market

Tai Po District is een noordelijk district van Hongkong. Hongkong heeft totaal achttien districten. Het district had in 2006 ongeveer 293.000 inwoners. De totale oppervlakte van het district is 148,05 km². Het ligt in het westen van de New Territories.

## Eilanden van het district
- A Chau (丫洲, Centre Island)
- Breaker Reef
- Bun Sha Pai (崩紗排)
- Cham Pai (杉排)
- Chau Tsai Kok (洲仔角)
- Che Lei Pai (扯里排)
- Chek Chau (赤洲, Port Island)
- Flat Island (銀洲)
- Hau Tsz Kok Pai (孝子角排)
- Hin Pai (蜆排)
- Kung Chau (弓洲)
- Ma Shi Chau (馬屎洲)
- Ma Yan Pai (媽印排)
- Mo Chau (磨洲)
- Tung Ping Chau (平洲)
- Sam Pui Chau (三杯酒)
- Sha Pai (沙排)
- Shek Ngau Chau (石牛洲)
- Tang Chau (燈洲)
- Tap Mun Chau (塔門洲, Grass Island)
- Tit Shue Pai (鐵樹排)
- Waglan (橫瀾島)
- Wai Chau Pai (灣仔排)
- Wu Chau (烏洲)
- Yeung Chau (洋洲)

## Transport
Tai Po heeft de Tolosnelweg en de Hongkongse metro East Rail Line (met de stations Tai Po Market en Tai Wo).
Hier volgt een lijst van bussen vanuit Tai Po district:
| Bestemming                           | Busnummer(s)                      |
| ------------------------------------ | --------------------------------- |
| Yuen Long                            | 64K, 64P                          |
| Tai Po Market MTR Station            | 71A, 71K, 71S, K12, K14, K17, K18 |
| Fu Heng                              | 71B                               |
| Cheung Sha Wan                       | 72, 272P                          |
| Sha Tin, Tai Po                      | 72A, 73A, N270                    |
| Mong Kok                             | 72X                               |
| Sheung Shui, Fanling                 | 73, 73A, N270                     |
| Tsuen Wan                            | 73X, 273C, 273P                   |
| Kwun Tong                            | 74A, 74X                          |
| San Mun Tsai                         | 74K                               |
| Tai Mei Tuk                          | 75K                               |
| Kowloon City, Lok Fu, Wong Tai Sin   | 75X                               |
| Tsim Sha Tsui                        | 271, 271P, N271                   |
| Hong Kong Science Park               | 272K                              |
| The Hong Kong Institute of Education | 275, 275S                         |
| Vliegveld                            | E41, N42A                         |
| Hong Kong Island                     | 307, 307P                         |

## Bezienswaardigheden
- Tai Po Mega Mall
- Fung Loi Leung Yuen
- Guanyin van het Tsz Shanklooster